# 普雷斯蒂内
普雷斯蒂内（義大利語：Prestine），是意大利布雷西亚省的一个市镇。总面积16平方公里，人口385人，人口密度24.1人/平方公里（2009年）。国家统计（ISTAT）代码为017154。